# Élections législatives de 1958 dans les Vosges
Les élections législatives françaises de 1958 se déroulent les 23 et 30 novembre 1958. Dans le département des Vosges, quatre députés sont à élire dans le cadre de quatre circonscriptions.

## Élus
| Circonscription | Député élu         | Parti | Parti |
| --------------- | ------------------ | ----- | ----- |
| 1re             | Charles Guthmüller |       | UNR   |
| 2e              | Maurice Lemaire    |       | UNR   |
| 3e              | Jean-Marie Grenier |       | UNR   |
| 4e              | Albert Voilquin    |       | MRP   |

## Système électoral
Pour la première fois depuis 1936, les élections législatives ont lieu au scrutin uninominal majoritaire à deux tours dans des circonscriptions uninominales.
Est élu au premier tour le candidat qui réunit la majorité absolue des suffrages exprimés et un nombre de voix au moins égal au quart (25 %) des électeurs inscrits dans la circonscription. Si aucun des candidats ne satisfait ces conditions, un second tour est organisé entre les candidats ayant réuni un nombre de voix au moins égal à 5 % des suffrages exprimés. Au second tour, le candidat arrivé en tête est déclaré élu.
Le seuil de qualification, basé sur un pourcentage relativement faible des suffrages exprimés, tend à faciliter l'accès au second tour de plus de deux candidats. Les candidats en lice au second tour peuvent ainsi fréquemment être trois, un cas de figure appelé « triangulaire ». Lorsque quatre candidats s'affrontent au second tour, on parle de « quadrangulaire ».

## Résultats

### Résultats à l'échelle du département
| Parti          | Parti                                          | Premier tour | Premier tour | Second tour | Second tour | Sièges |
| Parti          | Parti                                          | Voix         | %            | Voix        | %           | Sièges |
| -------------- | ---------------------------------------------- | ------------ | ------------ | ----------- | ----------- | ------ |
|                | Union pour la nouvelle République              | 63 277       | 36,88        | 79 992      | 46,45       | 3      |
|                | Modérés                                        | 27 331       | 15,93        | 13 661      | 7,93        | 0      |
|                | Droite parlementaire                           | 90 608       | 52,82        | 93 653      | 54,38       | 3      |
|                |                                                |              |              |             |             |        |
|                | Mouvement républicain populaire                | 28 708       | 16,73        | 40 168      | 23,32       | 1      |
|                | Parti communiste français                      | 21 253       | 12,39        | 24 043      | 13,96       | 0      |
|                | Section française de l'Internationale ouvrière | 15 492       | 9,03         | Retrait     | Retrait     | 0      |
|                | Centre républicain                             | 6 514        | 3,80         | 14 363      | 8,34        | 0      |
|                | Union des forces démocratiques                 | 5 673        | 3,31         | Retrait     | Retrait     | 0      |
|                | Union et fraternité française                  | 3 305        | 1,93         |             |             | 0      |
|                |                                                |              |              |             |             |        |
| Inscrits       | Inscrits                                       | 232 304      | 100,00       | 232 488     | 100,00      | 4      |
| Abstentions    | Abstentions                                    | 53 710       | 23,12        | 55 161      | 23,73       |        |
| Votants        | Votants                                        | 178 594      | 76,88        | 177 327     | 76,27       |        |
| Blancs et nuls | Blancs et nuls                                 | 7 041        | 3,94         | 5 100       | 2,88        |        |
| Exprimés       | Exprimés                                       | 171 553      | 96,06        | 172 227     | 97,12       |        |

### Résultats par circonscription

#### Première circonscription (Épinal)
| Candidat       | Candidat               | Parti          | Premier tour | Premier tour | Second tour | Second tour |  |
| Candidat       | Candidat               | Parti          | Voix         | %            | Voix        | %           |  |
| -------------- | ---------------------- | -------------- | ------------ | ------------ | ----------- | ----------- |  |
|                | Charles Guthmüller élu | app. UNR       | 14 107       | 28,08        | 23 229      | 47,09       |  |
|                | Lucien Nicolas         | MRP            | 10 740       | 21,38        | 18 370      | 37,24       |  |
|                | Pierre Blanck          | SFIO           | 7 279        | 14,49        | Retrait     | Retrait     |  |
|                | Alfred Thinesse        | Modérés        | 6 714        | 13,36        | Retrait     | Retrait     |  |
|                | André Bilquez          | PCF            | 5 948        | 11,84        | 7 733       | 15,68       |  |
|                | Roland Étienne         | UFD            | 3 609        | 7,18         | Retrait     | Retrait     |  |
|                | Marcel Haissat         | UFF            | 1 845        | 3,67         |             |             |  |
|                |                        |                |              |              |             |             |  |
| Inscrits       | Inscrits               | Inscrits       | 68 238       | 100,00       | 68 245      | 100,00      |  |
| Abstentions    | Abstentions            | Abstentions    | 15 891       | 23,29        | 16 917      | 24,79       |  |
| Votants        | Votants                | Votants        | 52 347       | 76,71        | 51 328      | 75,21       |  |
| Blancs et nuls | Blancs et nuls         | Blancs et nuls | 2 105        | 4,02         | 1 996       | 3,89        |  |
| Exprimés       | Exprimés               | Exprimés       | 50 242       | 95,98        | 49 332      | 96,11       |  |

#### Deuxième circonscription (Saint-Dié)
| Candidat       | Candidat            | Parti          | Premier tour | Premier tour | Second tour | Second tour |  |
| Candidat       | Candidat            | Parti          | Voix         | %            | Voix        | %           |  |
| -------------- | ------------------- | -------------- | ------------ | ------------ | ----------- | ----------- |  |
|                | Maurice Lemaire élu | UNR            | 18 059       | 45,4         | 18 468      | 45,9        |  |
|                | Jean Poirot         | Modérés        | 10 777       | 27,1         | 13 661      | 33,95       |  |
|                | Robert Chambeiron   | PCF            | 8 178        | 20,56        | 8 107       | 20,15       |  |
|                | Bernard Renouard    | SFIO           | 2 760        | 6,94         | Retrait     | Retrait     |  |
|                |                     |                |              |              |             |             |  |
| Inscrits       | Inscrits            | Inscrits       | 53 592       | 100,00       | 53 471      | 100,00      |  |
| Abstentions    | Abstentions         | Abstentions    | 12 627       | 23,56        | 12 522      | 23,42       |  |
| Votants        | Votants             | Votants        | 40 965       | 76,44        | 40 949      | 76,58       |  |
| Blancs et nuls | Blancs et nuls      | Blancs et nuls | 1 191        | 2,91         | 713         | 1,74        |  |
| Exprimés       | Exprimés            | Exprimés       | 39 774       | 97,09        | 40 236      | 98,26       |  |

#### Troisième circonscription (Remiremont)
| Candidat       | Candidat               | Parti          | Premier tour | Premier tour | Second tour | Second tour |  |
| Candidat       | Candidat               | Parti          | Voix         | %            | Voix        | %           |  |
| -------------- | ---------------------- | -------------- | ------------ | ------------ | ----------- | ----------- |  |
|                | Jean-Marie Grenier élu | UNR            | 11 597       | 29,73        | 19 661      | 51,18       |  |
|                | Roger Paux             | Modérés        | 6 620        | 16,97        | Retrait     | Retrait     |  |
|                | Henri Gravier          | CR             | 6 514        | 16,7         | 14 363      | 37,39       |  |
|                | Gérard Gille           | PCF            | 3 289        | 8,43         | 4 391       | 11,43       |  |
|                | Jacques Georges        | Modérés        | 3 220        | 8,26         | Retrait     | Retrait     |  |
|                | Henri Gaillemin        | MRP            | 2 422        | 6,21         | Retrait     | Retrait     |  |
|                | André Perrin           | UFD            | 2 064        | 5,29         | Retrait     | Retrait     |  |
|                | André Frédéric         | SFIO           | 1 816        | 4,66         |             |             |  |
|                | Jean Chauffour         | UFF            | 1 460        | 3,74         |             |             |  |
|                |                        |                |              |              |             |             |  |
| Inscrits       | Inscrits               | Inscrits       | 53 746       | 100,00       | 53 767      | 100,00      |  |
| Abstentions    | Abstentions            | Abstentions    | 12 587       | 23,42        | 13 933      | 25,91       |  |
| Votants        | Votants                | Votants        | 41 159       | 76,58        | 39 834      | 74,09       |  |
| Blancs et nuls | Blancs et nuls         | Blancs et nuls | 2 157        | 5,24         | 1 419       | 3,56        |  |
| Exprimés       | Exprimés               | Exprimés       | 39 002       | 94,76        | 38 415      | 96,44       |  |

#### Quatrième circonscription (Neufchâteau)
| Candidat       | Candidat            | Parti          | Premier tour | Premier tour | Second tour | Second tour |  |
| Candidat       | Candidat            | Parti          | Voix         | %            | Voix        | %           |  |
| -------------- | ------------------- | -------------- | ------------ | ------------ | ----------- | ----------- |  |
|                | Jean-Francois Dupré | UNR            | 19 514       | 45,88        | 18 634      | 42,12       |  |
|                | Albert Voilquin élu | MRP            | 15 546       | 36,55        | 21 798      | 49,27       |  |
|                | Albert Varney       | PCF            | 3 838        | 9,02         | 3 812       | 8,62        |  |
|                | Léopold Mathieu     | SFIO           | 3 637        | 8,55         | Retrait     | Retrait     |  |
|                |                     |                |              |              |             |             |  |
| Inscrits       | Inscrits            | Inscrits       | 56 728       | 100,00       | 57 005      | 100,00      |  |
| Abstentions    | Abstentions         | Abstentions    | 12 605       | 22,22        | 11 789      | 20,68       |  |
| Votants        | Votants             | Votants        | 44 123       | 77,78        | 45 216      | 79,32       |  |
| Blancs et nuls | Blancs et nuls      | Blancs et nuls | 1 588        | 3,6          | 972         | 2,15        |  |
| Exprimés       | Exprimés            | Exprimés       | 42 535       | 96,4         | 44 244      | 97,85       |  |